# Saurauia bontocensis
Saurauia bontocensis är en tvåhjärtbladig växtart som beskrevs av Elmer Drew Merrill. Saurauia bontocensis ingår i släktet Saurauia och familjen Actinidiaceae. Inga underarter finns listade i Catalogue of Life.